# Beurré gris

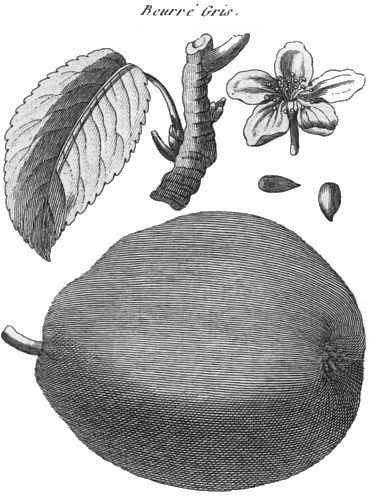
Beurré gris, vue par Rozier.

La beurré gris est une variété de poire.

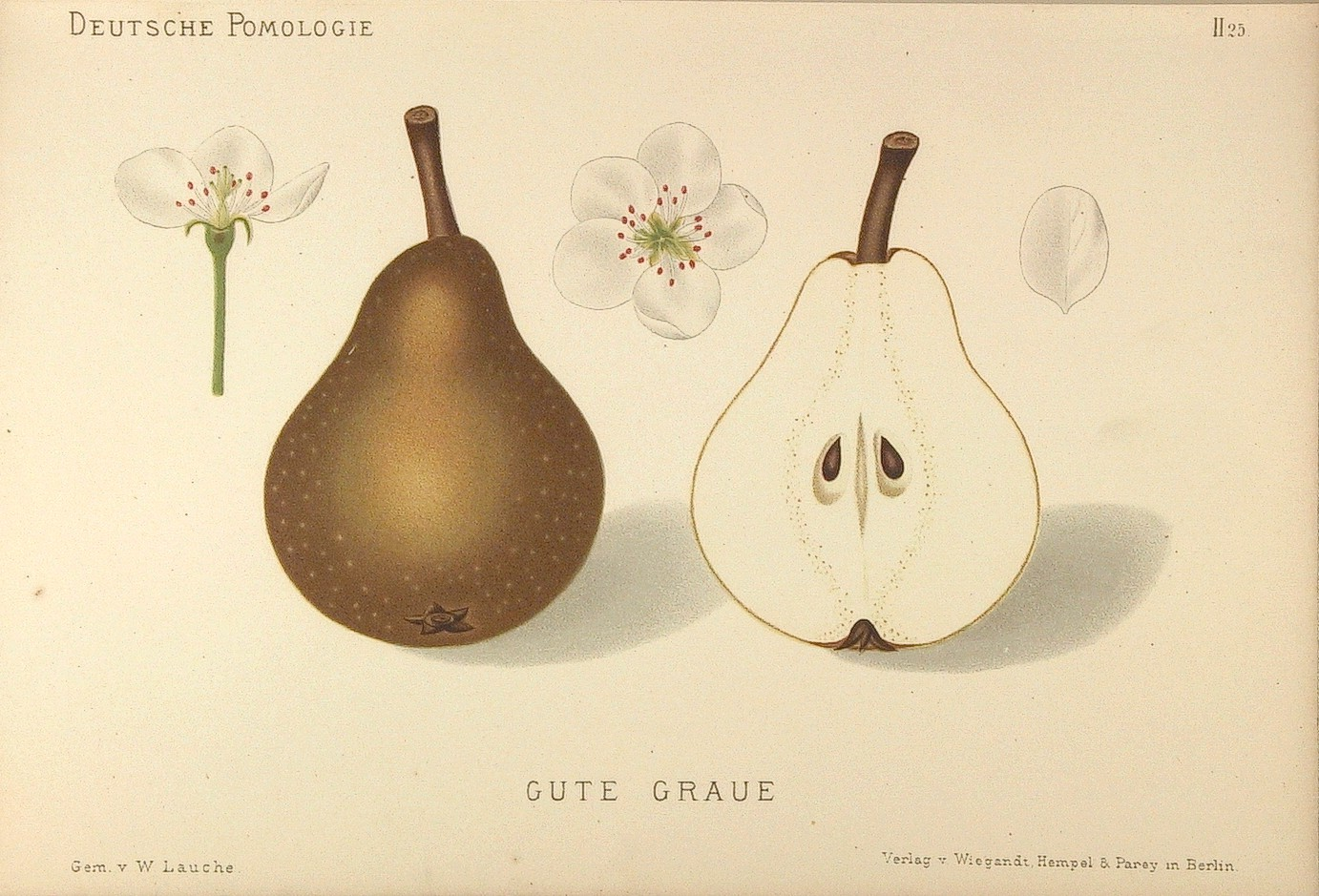
Beurré Gris, Gute Graue, dans Deutsche Pomologie.

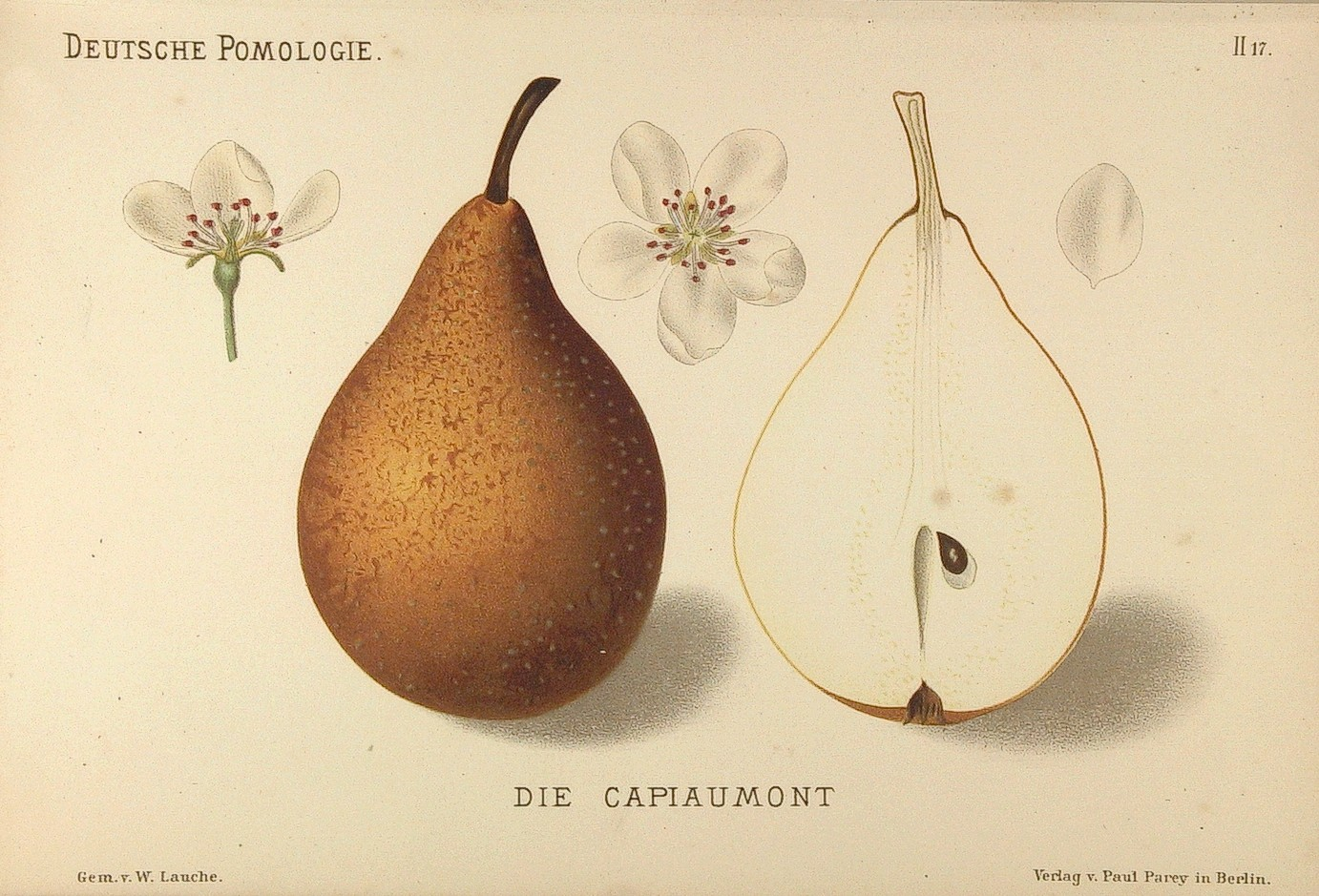
La Capiaumont allemande.

## Synonymes
- D'Ambleteuse.
- Beurrée d'Ambleuse.
- Beurré d'Amboise.
- Beurré doré.
- Beurré roux[1], voir ce nom.
- Beurré Aurore[1].
- Beurré d'Isambart.
- Beurré gris d'automne.
- Beurré d'Anjou.
- Beurré Capiaumont[1].
- Beurré Rouge.
- Beurré Rousse[2],[3].
- Eisenbart (en Allemagne),
- Isambart.
- En Allemagne : Gute Graue, ‘Beurre gris’, ‘Graue Sommerbutterbirne’, ‘Graubirne’, ‘Grisbirne’, ‘Schöne Gabriele’, ‘Sommer-Ambrette’.

## Origine
Elle est d'origine inconnue mais très ancienne, déjà mentionnée par Olivier de Serres en 1651. En Allemagne, de nombreuses appellations conduisent à des confusions...

## Arbre
Rameaux : moyens, assez forts, arqués, flexueux, rouge brun clair.
Yeux : gros, coniques, obtus, peu écartés du rameau.
Culture : ce poirier peut être greffé sur franc ou sur cognassier ; on recommande de le greffer sur franc et de le planter en espalier. Il se plaît aux expositions chaudes, dans les sols argilo-siliceux, substantiels, frais et non humides.
On taille court et on pince les bourgeons qui se développent sur trois ou quatre feuilles. Cette variété, délicate, très sujette à la tavelure, doit être soumise aux traitements cupriques en été et les fruits à l'ensachage.
Fruit d'amateur.
C'est une variété triploïde qui sera pollenisée par ‘Clapp's Favorite’, ‘Gellerts Butterbirne’, ‘Gräfin von Paris’, ‘Louise Bonne’, ‘Madame Verté’, ‘Bergamotte Esperen’, ‘Boscs Flaschenbirne’.

## Fruit
Fruit : moyen ou assez gros, turbiné ventru, presque aussi large que haut.
Épiderme : fin, jaune pâle, verdâtre, presque entièrement lavé de fauve, pointillé de gris foncé, rarement teinté de rose.
Pédicelle : moyen, assez fort, parfois charnu à la base, il est renflé au point d'attache.
Œil : moyen, ouvert. Inséré dans une dépression peu profonde, il est assez large, parfois à fleur du fruit.
Chair : blanche, assez fine, fondante, beurrée, très juteuse, sucrée, un peu vineuse, agréablement acidulée et parfumée.
Qualité : très bonne.
Maturité : octobre.